# 31. SS-Freiwilligen-Grenadier-Division
Die 31. SS-Freiwilligen-Grenadier-Division war eine Grenadier-Division der Waffen-SS, die gegen Ende des Zweiten Weltkriegs in Ungarn eingesetzt wurde.

## Geschichte
Am 4. Oktober 1944 verfügte das SS-Führungshauptamt die Aufstellung der 31. SS-Freiwilligen-Grenadier-Division in Ungarn. Unter Führung des SS-Oberführers Gustav Lombard erfolgte die Aufstellung aus Resten der zuvor aufgelösten 23. Waffen-Gebirgs-Division der SS „Kama“ im Bereich des Befehlshabers der Waffen-SS Ungarn. Die Division bestand zum überwiegenden Teil aus sogenannten Volksdeutschen aus der Batschka, dem Banat und Siebenbürgen, die nicht selten zwangsrekrutiert worden waren. Ebenso wurden Teile des volksdeutschen Heimatschutzes in die Division eingegliedert.
Noch unvollständig ausgebildet und ausgerüstet (und somit noch gar nicht einsatzfähig) erfolgte die Verlegung in den Raum Batina-Mohács-Bátaszék zur Sicherung des Donau-Ufers. Infolge des Übersetzens der Roten Armee entwickelten sich heftige Kämpfe, bei denen die Division im Dezember 1944 vollkommen zerschlagen wurde. Versprengte Truppenteile trafen noch bis zum 20. Dezember im Versammlungsraum der 31. SS-Freiwilligen-Grenadier-Division westlich des Plattensees ein. Am nächsten Tag verfügte das SS-FHA den Landmarsch in die Untersteiermark zur Neuaufstellung der Division. Am 16. Februar 1945 erging an sie der Befehl, in den Raum Görlitz zu verlegen. Bis zum Mai blieb die Division in Schlesien und begann am 6. Mai 1945 ihren Rückzug in die Tschechoslowakei, wo sie bei Königgrätz in sowjetische Kriegsgefangenschaft ging.

## Vorgesehene Gliederung
- SS-Freiwilligen-Grenadier-Regiment 78
- SS-Freiwilligen-Grenadier-Regiment 79
- SS-Freiwilligen-Grenadier-Regiment 80
- SS-Freiwilligen-Artillerie-Regiment 31
- Polizei-Regiment Brixen
  - SS-Freiwilligen-Füsilier-Bataillon 31
  - SS-Freiwilligen-Panzerjäger-Abteilung 31
  - SS-Freiwilligen-Pionier-Bataillon 31
  - SS-Freiwilligen-Nachrichten-Abteilung 31
  - SS-Freiwilligen-Feldersatz-Bataillon 31
  - SS-Freiwilligen-Aufklärungs-Abteilung 31
  - SS-Freiwilligen-Wirtschafts-Bataillon 31
  - SS-Freiwilligen-Sanitäts-Abteilung 31
    - SS-Freiwilligen-Veterinärskompanie 31
    - Werkstattkompanie 31
      - Nachschubzug 31

## Kommandeur
- SS-Brigadeführer und Generalmajor der Waffen-SS Gustav Lombard